# ベントレー・コンチネンタルR
コンチネンタルR（Continental R ）はイギリスの自動車メーカーであるベントレーモーターズが販売するクーペタイプの高級車である。1991年から2002年まで販売され、当時ベントレーで最もパワフルで最も高価なモデルであった。このモデルは1965年のベントレー・Sタイプ以来、久々のロールス・ロイスと共有されない独自のモデルである。また初めてGM製4L80-Eトランスミッションを採用したモデルでもある。1995年、コンバーチブルバージョンのベントレー・アズールが登場した。

## 起源
1984年、ベントレーはサロン・アンテルナショナル・ド・ロトで"プロジェクト90"というコンセプトカーを発表した。熱烈な歓迎によりコンチネンタルRとして開発し1991年から生産することとなった。ベントレー・ターボRのフロアをベースに、クーペボディーが搭載された。1991年、サロン・アンテルナショナル・ド・ロトでコンチネンタルは発表され、ブルネイ国王がその場でショーカーを購入した。
"コンチネンタル"の名称は戦後のベントレー・コンチネンタルを由来とする。"R"は1950年代のタイプRや、1980年代のターボRを想起させる。
ボディーはジョン・ヘファーマンとケン・グリーンリーによりデザインされ、その他のモデルにも展開された。ロールス・ロイスの平らな面とは対照的に、わずかに湾曲した面が与えられた。0.465のCd値自体は平凡だったが、それ以前のベントレーよりは大幅に改善された。コンチネンタルRはサッシュレスドア、後部の微妙なスポイラー効果、18inのアロイホイールを特色とした。

## コンチネンタルR
コンチネンタルRにはベントレー・ターボRのギャレット・エアリサーチ（Garrett AiResearch ）製ターボチャージャー付き6.75リットルエンジンが搭載された。最高出力は242kW、最大トルクは610N·mであったが、ロールス・ロイスは公式には数値の提供を拒否した。
新しいGM製4L80-Eオートマチックトランスミッションを採用し、前輪はベンチレーテッドディスクブレーキを搭載した。最高速度は233km/h、0-60mph（0-97km/h）は6.6秒であった。1992年当時のアメリカでの価格は$271,780であった。
コンチネンタルSはインタークーラーが追加された限定版のパフォーマンスモデルで、1994年から1995年にかけて生産された。わずか37台が生産されたのち、コンチネンタルRにもインタークーラーが搭載された。
コンチネンタルRマリナーはサロン・アンテルナショナル・ド・ロトで発表され、1999年3月から提供された。コンチネンタルRマリナーには最も強力なエンジンが搭載された。このエンジンの最高出力は313kWで、最大トルクは881N·mである。最高速度は274km/hに達した。

## コンチネンタルT
ハイパフォーマンスなベントレー・コンチネンタルTはコンチネンタルシリーズにスポーティーなハンドリングとハイパワーをもたらした。
ベントレー・コンチネンタルTの最大トルクは800N·mで、1997年からは881N·mとなった。コンチネンタルTは2+2クーペとして開発され、よりスポーティーな外見を得るためホイールベースは10cm縮められ、前後のホイールアーチは拡大された。インテリアはコンチネンタルRのウッド仕上げとは対照的にクローム仕上げとなる。コンチネンタルTのエンジンはプッシュボタンにより始動する。
1999年、ベントレー・コンチネンタルTマリナーが登場した。ハンドリングを向上させるためにショックアブソーバーが変更されたほか、固めのトーションバー（フロント+40%、リア+20%）が導入された。

## コンチネンタルSCセダンカ

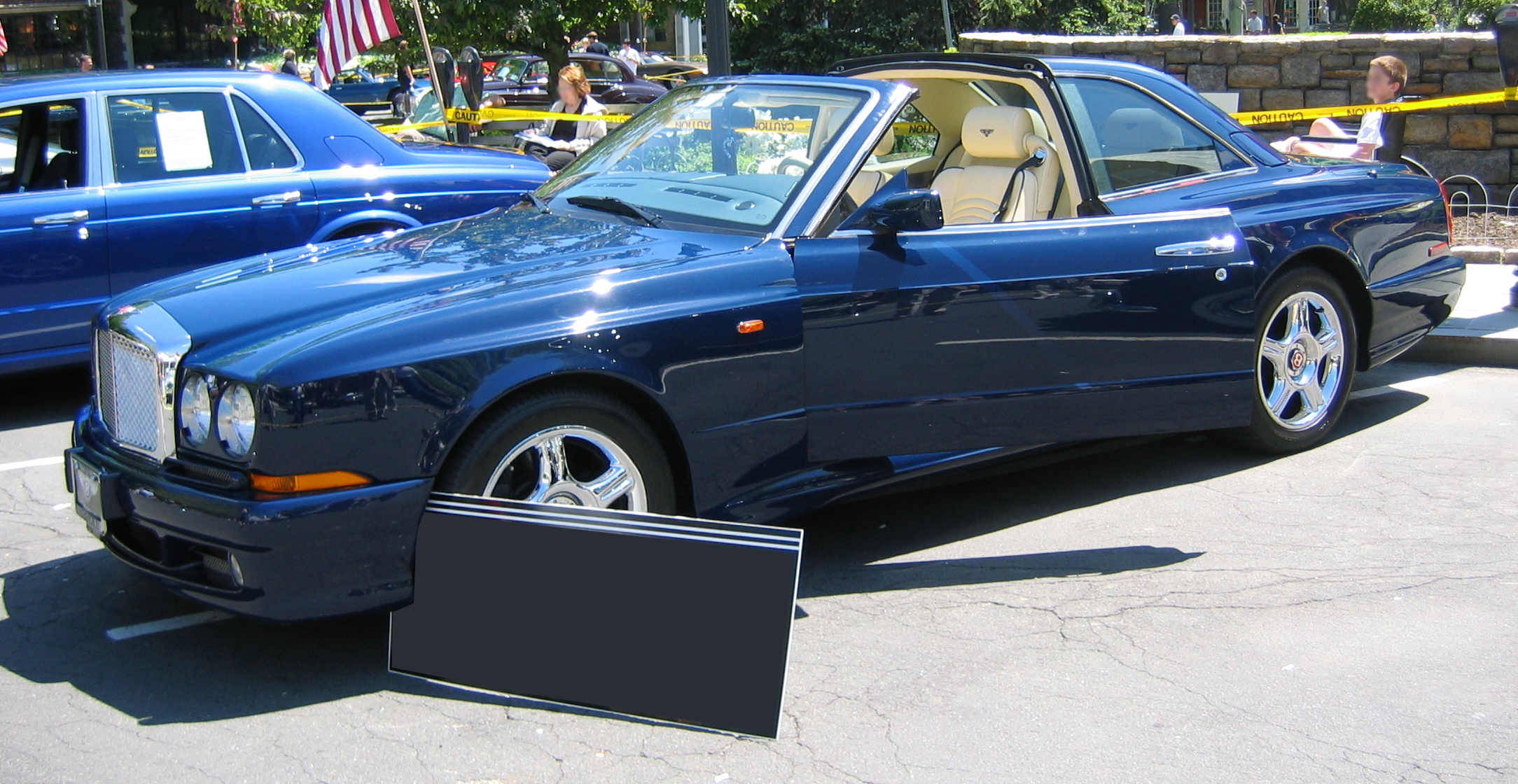

1999年、コンチネンタルSCセダンカが73台限定で生産された。コンチネンタルTをベースに脱着可能なグラスサンルーフが搭載された。オーナーの1人としてプロボクサーのマイク・タイソンがいる。

## 生産台数
- コンチネンタルR/S: 1,504台
  - コンチネンタルR (1991年–2002年): 1,290台
  - コンチネンタルS (1994年–1995年): 37台
  - コンチネンタルR マリナー (1999年–2003年): 46台
  - コンチネンタルR ルマン (2001年): 131台
- コンチネンタルT: 350台
  - コンチネンタルT (1996年 ― 2002年): 322台
  - コンチネンタルT マリナー (1999年): 23台
  - コンチネンタルT ルマン (2001年): 5台
  - コンチネンタルSC および SC マリナー (1999年): 79台